# Trichocylliba ecuadorensis
Trichocylliba ecuadorensis es una especie de arácnido del orden Mesostigmata de la familia Uropodidae.

## Distribución geográfica
Se encuentra en Ecuador y Brasil.